# Pteromalus veneris
Pteromalus veneris är en stekelart som beskrevs av Dalla Torre 1898. Pteromalus veneris ingår i släktet Pteromalus och familjen puppglanssteklar. Inga underarter finns listade i Catalogue of Life.